# Jamestown West (Nova Iorque)
Jamestown West é uma Região censo-designada localizada no estado americano de Nova Iorque.

## Demografia
Segundo o censo americano de 2000, a sua população era de 2535 habitantes.

## Geografia
De acordo com o United States Census Bureau tem uma área de
6,5 km², dos quais 6,5 km² cobertos por terra e 0,0 km² cobertos por água.

## Localidades na vizinhança
O diagrama seguinte representa as localidades num raio de 12 km ao redor de Jamestown West.